# Calycopsis papillata
Calycopsis papillata is een hydroïdpoliep uit de familie Bythotiaridae. De poliep komt uit het geslacht Calycopsis. Calycopsis papillata werd in 1918 voor het eerst wetenschappelijk beschreven door Bigelow. 